# Оптичка раскрсница
Оптичка раскрница (лат. chiasma opticum) је део мозга у коме се укршта део влакана десног и левог видног живца. Смештена је на доњој страни мозга, непосредно испод хипоталамуса.
Видни живци полазе од мрежњаче ока и простиру се косо уназад и мало унутра до оптичке раскрснице. На овом месту долази до укрштања једног дела њихових влакана. Влакна која полазе из носне (унутрашње) половине мрежњаче се у пределу раскрнице укрштају и прелазе на супротну страну, док влакна из слепоочне (спољашње) половине мрежњаче остају неукрштена. Од оптичке раскрснице полази тзв. видни пут (лат. tractus opticus) који садржи влакна из спољашње половине мрежњаче истостраног ока и унутрашње половине мрежњаче контралатералног ока.